# Зубова Поляна (станция)
Зу́бова Поля́на — железнодорожная станция Пензенского региона Куйбышевской железной дороги, расположенная в одноимённом посёлке Республики Мордовия.

## История
Первая железнодорожная станция у посёлка Зубова Поляна появилась в 1893 году.
В 1991 году было возведено современное здание вокзала, рассчитанного на 76 посадочных мест. С 2011 по 2013 годы была проведена капитальная реконструкция вокзала, в ходе которого были отремонтированы его фасад и кровля, проведены внутренние отделочные работы и создана безбарьерная среда для маломобильных групп населения.

## Техническая информация
Станция расположена на двухпутном участке Кустарёвка — Самара исторического хода Транссиба с тягой на постоянном токе 3 кВ. Относится к Пензенскому региону Куйбышевской железной дороги. По характеру работы является грузовой станцией, по объёму выполняемой работы отнесена к 4-му классу. Путевое развитие станции состоит из 5 путей: 2 главных (№ 1, 2), 1 отправочного (№ 3), 1 приёмо-отправочного (№ 4) и 1 погрузочно-выгрузочного (№ 7). Электрифицированы только главные и приёмо-отправочные пути. На станции расположен производственный участок Ковылкинской дистанции пути (ПЧ-19).
Станция централизованная, включена в диспетчерскую централизацию участка Рузаевка — Кустарёвка. Управление стрелками и сигналами при передаче станции на сезонное или резервное управление осуществляется дежурным по станции.

## Пригородное сообщение
Пригородные пассажирские перевозки до Рузаевки и обратно осуществляет Башкортостанская ППК электропоездами ЭД4М, ЭТ2М приписки депо ТЧ-11 Безымянка.

## Дальнее сообщение

#### Круглогодичное движение поездов
| № поезда                | Маршрут движения         | № поезда                | Маршрут движения         |
| ----------------------- | ------------------------ | ----------------------- | ------------------------ |
| 5                       | Ташкент — Москва         | 6                       | Москва — Ташкент         |
| 17                      | Бишкек — Москва          | 18                      | Москва — Бишкек          |
| 41 «Мордовия»           | Саранск — Москва         | 42 «Мордовия»           | Москва — Саранск         |
| 49 «Двухэтажный состав» | Самара — Москва          | 50 «Двухэтажный состав» | Москва — Самара          |
| 63                      | Димитровград — Москва    | 64                      | Москва — Димитровград    |
| 65                      | Тольятти — Москва        | 66                      | Москва — Тольятти        |
| 83                      | Караганда — Москва       | 84                      | Москва — Караганда       |
| 107 «Самара»            | Самара — Санкт-Петербург | 108 «Самара»            | Санкт-Петербург — Самара |
| 115                     | Уфа — Москва             | 116                     | Москва — Уфа             |
| 119                     | Саранск — Москва         | 120                     | Москва — Саранск         |
| 137                     | Оренбург — Москва        | 138                     | Москва — Оренбург        |
| 149                     | Андижан — Москва         | 150                     | Москва — Андижан         |
| 391                     | Челябинск — Москва       | 392                     | Москва — Челябинск       |

#### Сезонное движение поездов
| № поезда | Маршрут движения      | № поезда | Маршрут движения      |
| -------- | --------------------- | -------- | --------------------- |
| 251      | Димитровград — Москва | 252      | Москва — Димитровград |